# José Calzado y López
José Calzado y López, O.F.M., también conocido como el arzobispo Calzado o el padre Bolaños (Bolaños de Calatrava, 17 de abril de 1680 - Madrid, 7 de abril de 1761) fue un religioso franciscano español nombrado arzobispo de Nísibe, que fue confesor de Carlos III de España siendo infante.

## Reseña biográfica
Nació en Bolaños de Calatrava (Ciudad Real) el 17 de abril de 1680, siendo hijo de Agustín Calzado y María López Romero. Ingresó en la Orden de San Francisco y profesó en la provincia de San José. Ejerció en varios conventos de la provincia de Madrid como guardián y lector de filosofía y teología durante dieciséis años.
Estando en el convento de la Inmaculada Concepción de Barajas fue nombrado el 18 de octubre de 1731 confesor del infante Carlos de Borbón, futuro Carlos III de España, rey de España, Nápoles y Sicilia, por lo que se trasladó a vivir a Nápoles. Allí fue nombrado arzobispo de Nápoles y custodio provincial de la ciudad el 9 de febrero de 1737. Sus conocimientos y su carácter llamaron la atención del papa Clemente XII, que le nombró arzobispo de Nísibe el 24 de noviembre de 1738.
Siendo guardián del convento de la Purísima Concepción de la villa de Barajas, cercana a Madrid, de la provincia de San José de Menores Descalzos de nuestro padre San Francisco, el reverendo padre fray José Calzado, natural de Bolaños, media legua de Almagro, partido de Calatrava, sucedió que entre las muchas veces que iba y venía a la Corte a confesar a Madama Laura, como penitenciario que era de esta señora, Dama de la Reina Doña Isabel Farnesio, salió una tarde para retirarse  a su destino; iba en su compañía el mozo del convento con los machos que llevaban el socorro de varias limosnas, precisas para mantener sus pobres súbditos, que lo pasaban estrechamente por la esterilidad del año. Llegaron al puente llamado del Espíritu Santo, que hace transitable el arroyo Griñigal, muy célebre por sus acogidas, cuando les asaltaron unos gitanos, que vale decir ladrones.
El Ilmo. P. José de Bolaños, OFM, que residía en Nápoles, donde era confesor de Carlos III desde hacía tiempo, escribió el 26 de febrero de 1753 al P. Juan de Consuegra, provincial de la de San José, pidiéndole un compañero para que, debido a su avanzada edad, le ayudara en su ministerio.
Falleció en el convento de San Gil de Madrid el 7 de abril de 1761, habiendo hecho donación de sus objetos litúrgicos personales a la iglesia parroquial de su localidad natal, los cuales se conservan en ella en la actualidad. Carlos III elige para sucederle a otro franciscano: el Padre Joaquín de Eleta.